# North American Trees
North American Trees (abreviado N. Amer. Trees) es un libro con ilustraciones y descripciones botánicas que fue escrito conjuntamente por Nathaniel Lord Britton & John Adolph Shafer. Fue publicado en el año 1908.